# Albert Charles Seward
Albert Charles Seward (ur. 9 października 1863 w Lancaster, zm. 11 kwietnia 1941 w Oksfordzie) – brytyjski botanik i geolog.

## Życiorys
Ukończył Lancaster Grammar School i St John’s College na Uniwersytecie Cambridge, następnie studiował paleobotanikę. Od 1890 roku aż do przejścia na emeryturę w 1936 roku związany z Uniwersytetem Cambridge, w latach 1924-1925 był prorektorem tej uczelni. Po śmierci Marshalla Warda w 1906 roku objął stanowisko profesora botaniki. Piastował także funkcję dziekana Downing College oraz honorowego członka Emmanuel College, St. John’s College i Downing College. Od 1922 do 1924 roku był przewodniczącym Londyńskiego Towarzystwa Geologicznego. Nagrodzony m.in. Royal Medal (1925) i Medalem Darwina (1934). W 1936 roku otrzymał tytuł szlachecki. Od 1898 roku był członkiem Royal Society, zaś w latach 1934-1940 także jego wiceprezesem.
Opublikował kilkadziesiąt prac z zakresu paleobotaniki. Szczególne znaczenie miała praca Plant Life through Ages z 1931 roku, w której zanegował organiczne pochodzenie stromatolitów, uznając je za obiekty czysto mineralne. Autorytet Sewarda jako paleobotanika sprawił, iż pogląd ten został powszechnie przyjęty, na kilkadziesiąt lat zahamowując badania nad prekambryjskimi formami życia.